# Мисија (филм)
Мисија (енгл. The Mission) је британски филм из 1986. редитеља Роланда Џофија и сценаристе Роберта Болта. У главним улогама су Роберт де Ниро и Џереми Ајронс. Радња прати језуитску мисију у 18. веку у Јужној Америци. Музику је написао Енио Мориконе. Филм је освојио Златну палму и Оскара за најбољу фотографију.
Језуити граде мисију и покрштавају јужноамеричко племе у џунглама Бразила. Када Шпанија прода Бразил Португалу, свештеници и домороци морају да раде заједно да би одбранили своју мисију.

## Радња филма
Филм је смештен у 18. век, кад језуитски мисионари у Јужној Америци успостављају мисије независне од шпанске власти како би домороце превели на хришћанство. У центру приче је шпански језуитски свештеник, отац Габријел (Џереми Ајронс), који долази у јужноамеричку џунглу како би саградио мисију и преобратио локалне Индијанце Гварани на хришћанство.
После му се придружује некадашњи португалски плаћеник, Родриго Мендоза (Роберт де Ниро), који види језуитску мисију као уточиште и место искупљења због убиства свог брата.
Мендоза и Габријел покушавају одбранити заједницу од окрутних португалских колонизатора (који покушавају поробити Гвараније), Габријел ненасилним методама, а Мендоза својим војничким вештинама. Мисија, која је донедавно била под шпанском заштитом, предата је Португалцима, док је Ватикан (којег представља папин посланик Алта Мирано) наредио језуитима да се повуку с територије изнад водопада.
Коначно, комбиновани шпански и португалски напад завршава уништењем мисије, многи су домороци побијени, као и свештеници. Мендоза, који умире спасавајући индијанско дете на мосту, коначно проналази искупљење које је тражио.

## Улоге
| Улога          | Глумац              |
| -------------- | ------------------- |
| Роберт де Ниро | Родриго Мендоза     |
| Џереми Ајронс  | Отац Габријел       |
| Реј Маканали   | Кардинал Алтамирано |
| Ејдан Квин     | Фелипе Мендоза      |
| Лијам Нисон    | Филдинг             |

## Награде
Филм је номиниован за Оскара за режију, монтажу, музику, костимографију и камеру, а престижна награда припала је директору фотографије Chrisu Mengesу; филм је освојио и неколико Златних глобуса, награду БАФТА, а у Кану је освојио Злантну палму.